# 早月加積駅
早月加積駅（はやつきかづみえき）は、富山県滑川市追分にある、富山地方鉄道本線の駅である。駅番号はT20。

## 歴史
- 1950年（昭和25年）3月23日：開業[1]。
  - 当駅の開業と同日に、早月駅を越中中村駅に改称している[2]。
- 1989年（平成元年）7月25日：無人化[3]。

## 駅構造
相対式ホーム2面2線を持つ地上駅。開業当時の木造駅舎を持つ無人駅である。あいの風とやま鉄道線寄りの1番線は一線スルーとなっており、列車の交換が行われない場合は、上下線を問わず1番線から発車する。1番線へは構内踏切で渡り、2番線は駅舎から続きになっている。
かつて平日の1本のみ、当駅始発の上り電車が存在していたが、これは滑川駅止まりの下り電車が当駅まで回送されたものであった（かつて存在していた滑川駅止まりのほかの下り電車は、そのまま滑川始発の上り電車となっていた）。
木造駅舎を有する。近年、消えかかっていた駅舎入口上にある駅名表記が旧字体の「驛」のまま書き直された。

### のりば
| のりば | 路線  | 方向 | 行先                                     | 備考                    |
| ------ | ----- | ---- | ---------------------------------------- | ----------------------- |
| 1      | ■本線 | 上り | 中滑川・上市・寺田・稲荷町・電鉄富山方面 |                         |
| 1・2   | ■本線 | 下り | 電鉄魚津・電鉄黒部・宇奈月温泉方面       | 2番のりばは待避列車入線 |

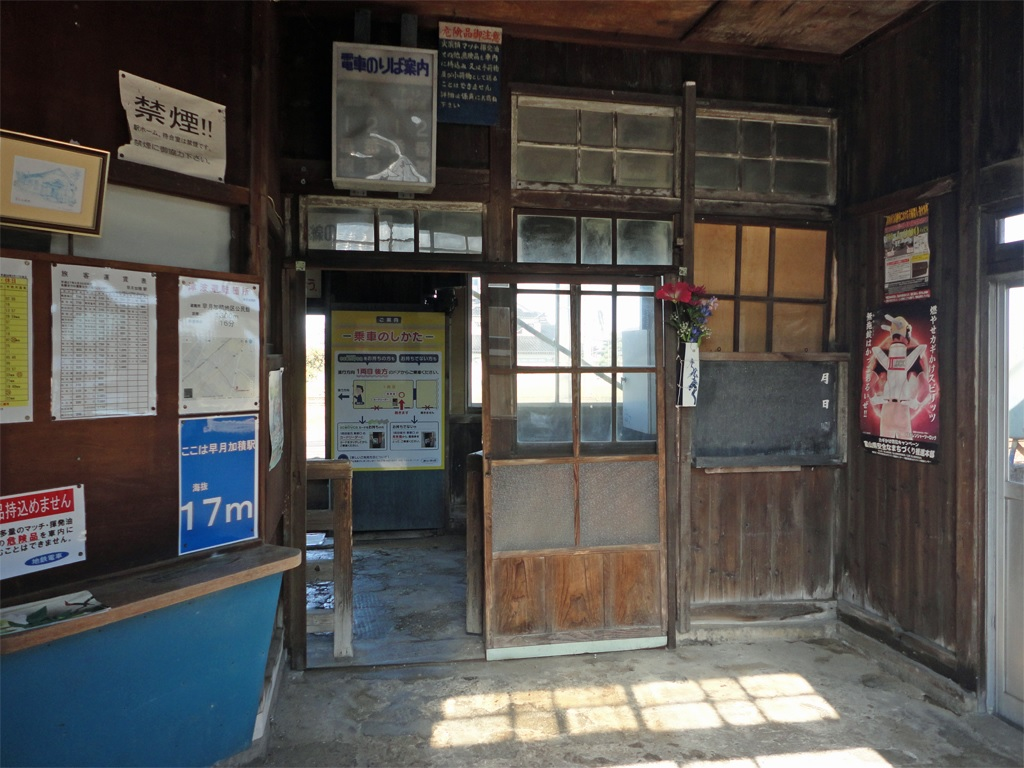
駅舎内（2018年10月）
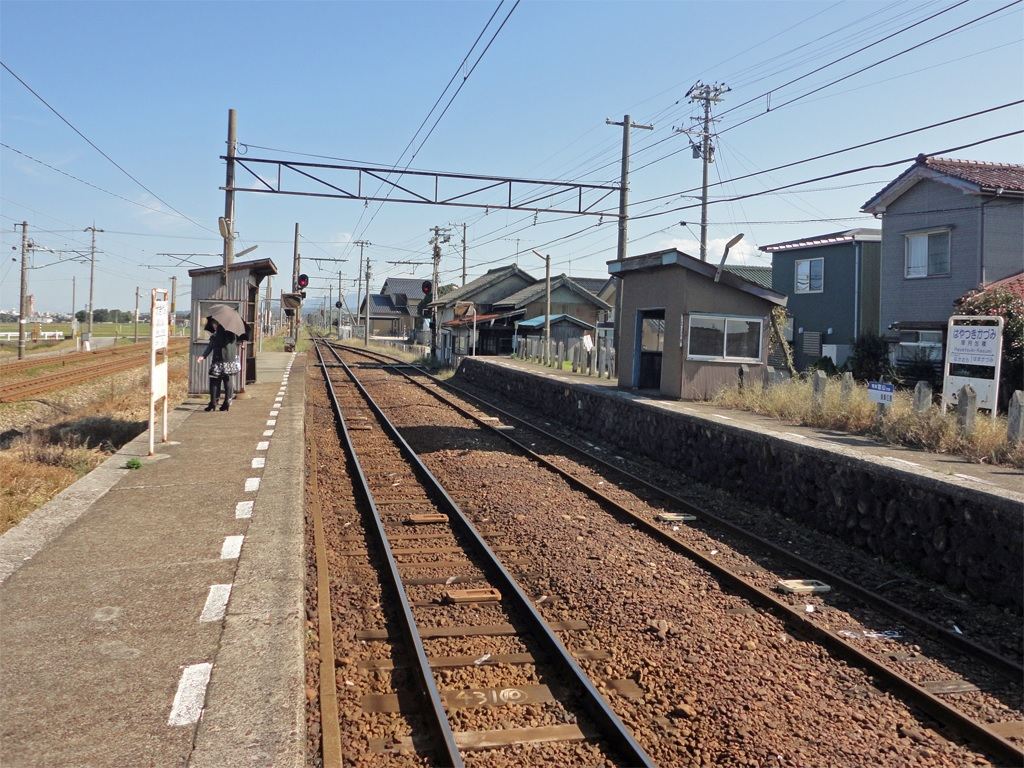
ホーム（2018年10月）

## 利用状況
近年の1日平均乗降人員は以下の通り。
| 年度   | 1日平均 乗降人員 |
| ------ | ---------------- |
| 2011年 | 110              |
| 2012年 | 111              |
| 2013年 | 107              |
| 2014年 | 105              |
| 2015年 | 107              |
| 2016年 | 109              |
| 2017年 | 112              |
| 2018年 | 112              |

## 駅周辺
すぐ西側をあいの風とやま鉄道が並行・通過する。駅の北方700 mには同鉄道東滑川駅がある。
- 富山県道138号栗山追分線

## 隣の駅
富山地方鉄道
■本線
■アルペン特急・■急行
通過
■普通
浜加積駅 (T19) - 早月加積駅 (T20) - 越中中村駅 (T21)